# Tre Spade
Tre Spade è un marchio italiano di articoli e strumenti per la cucina ed attrezzi casalinghi professionali prodotti dalla FACEM S.p.A..

## Storia
Le origini di questo marchio risalgono al 1894, quando i fratelli Giovanni Battista, Secondo, Delfino e Carlo Bertoldo di Forno Canavese (TO), dopo un periodo di formazione a Terni, tornati al loro paese, diedero vita ad un'impresa artigianale, la Fratelli Bertoldo, costruttrice di prodotti di falegnameria, utensili da cucina e da giardinaggio.
Con la sempre maggior diffusione del consumo del caffè, la Bertoldo si specializzò nella produzione di macinacaffè (prima in assoluto in Italia), e da lì nacque il marchio Tre Spade, con il quale da quel momento vennero contrassegnati tutti i prodotti dell'azienda piemontese. Per oltre 70 anni contese alla francese Peugeot la leadership europea nella produzione di questo diffusissimo oggetto. Inoltre, sull'esempio della francese Peugeot, la Bertoldo avviò nel 1905 la produzione di automobili, poi abbandonata nel 1908 a favore della produzione di materiale bellico e metallurgico.
La ditta si espanse successivamente aprendo altre fonderie, nel Canavese e nel torinese. Caduta in difficoltà economiche a seguito della crisi del '29, all'inizio degli anni trenta la Fratelli Bertoldo venne rilevata dai sigg. Giuseppe Obert e Giovanni Battista Rolle, entrambi cognati di uno dei fratelli Bertoldo, che nel 1938 la rifondarono sotto la denominazione FACEM, acronimo di Fabbricazione Articoli Casalinghi E Metallurgici S.p.A., sempre conservando l'ormai storico marchio Tre Spade.
Appena conclusa la seconda guerra mondiale, fu tra le prime aziende italiane a sperimentare in maniera consistente l'esportazione oltre oceano: le comunità di emigranti italiani trapiantati in Nord America e in Australia, appena messi da parte i primi guadagni della loro nuova vita, cominciarono a importare gli oggetti provenienti dalla loro patria. E il marchio Tre Spade fu uno dei primi.
Nel 1996, agli albori dell'era Internet, fu tra le prime aziende italiane a dotarsi di un sito web.

## Generalità e dati
A tutt'oggi esistente e attiva, la FACEM è di proprietà della famiglia Rolle. L'amministratore delegato è Giovanni Battista Rolle, nipote diretto e omonimo del primo Presidente della società. Impiega circa 130 dipendenti in tre sedi: i due stabilimenti di Forno Canavese e Valperga, e l'ufficio commerciale di Torino.
Organizzata su due Divisioni, in una di esse produce macchine per la lavorazione e la conservazione degli alimenti (insaccatrici, tritacarne, spremipomodoro, essiccatori, confezionatrici sottovuoto, macinapepe, sale e caffè, ecc.)  sia professionali sia per uso domestico. L'altra divisione produce articoli in acciaio forgiato per l'industria motociclistica, automobilistica e per vari altri settori.
Esporta attualmente in circa 65 Paesi al mondo: in molti Paesi d'Europa, in America, Asia,  Nordafrica, Sudafrica, Australia, Penisola Araba, ecc.